# 辛偉誠影子內閣
辛偉誠影子內閣（英語：Shadow Cabinet of Rishi Sunak）是指由保守黨黨魁辛偉誠所領導的英国影子內閣，成立於2024年7月8日。
英國於2024年7月4日舉行大選，工黨擊敗執政14年的保守黨，而辛偉誠亦與翌日承認敗選並辭去首相及黨魁兩職。由於保守黨重新成為官方反對黨，辛偉誠會以署任黨魁身份籌組過渡期的影子內閣，直至新任黨魁上任為止。

## 背景
在今次的影子內閣班子中，大部分的成員皆來自上屆辛偉誠政府，並獲派其原本負責的影子政策範疇。但由於有11位內閣大臣於上述大選中落敗，而且原外交聯邦及發展事務大臣甘民樂勳爵表示會從「政治前線工作」退下來，多位國務大臣（一般內閣大臣的副手）獲「晉升」擔任影子大臣職務。

## 影子內閣成員列表
| 職務                                      | 影子大臣 | 任期                                              |                         |
| ----------------------------------------- | -------- | ------------------------------------------------- | ----------------------- |
| 反對黨領袖 保守黨黨魁                     |          | 辛偉誠 議員閣下 選區：列治文及諾亞倫頓            | 2024年7月5日至11月2日   |
| 副反對黨領袖 影子蘭開斯特公爵領地事務大臣 |          | 奧利佛·道登 議員閣下 選區：赫茨米爾               | 2024年7月8日至11月2日   |
| 影子財政大臣                              |          | 杰里米·亨特 議員閣下 選區：戈達爾明與阿什         | 2024年7月8日至11月2日   |
| 影子外交聯邦及發展事務大臣                |          | 安德魯·米切爾 議員閣下 選區：薩頓科爾菲爾德       | 2024年7月8日至11月2日   |
| 影子內政大臣                              |          | 詹姆士·柯維立中校 議員閣下 選區：布雷恩垂         | 2024年7月8日至11月2日   |
| 影子國防大臣                              |          | 詹姆士·卡特利吉 議員 選區：南薩福克               | 2024年7月8日至11月2日   |
| 影子大法官 影子司法大臣                   |          | 愛德華·阿格 議員閣下 選區：梅爾頓與賽斯頓         | 2024年7月8日至11月2日   |
| 影子科學創新及科技大臣                    |          | 安德鲁·格里菲斯 議員 選區：阿倫德爾和南部丘陵     | 2024年7月8日至11月2日   |
| 影子衛生及社會關懷大臣                    |          | 维多利亚·阿特金斯 議員閣下 選區：勞斯和合恩塞     | 2024年7月8日至11月2日   |
| 影子房屋社區及地方政府大臣                |          | 凱米·巴德諾赫 議員閣下 選區：西北艾塞克斯         | 2024年7月8日至11月2日   |
| 影子環境食物及鄉郊事務大臣                |          | 史提芬·巴克萊 議員閣下 選區：東北劍橋郡           | 2024年7月8日至11月2日   |
| 影子下議院領袖                            |          | 克里斯·菲利普 議員閣下 選區：南克羅伊登           | 2024年7月8日至11月2日   |
| 影子上議院領袖                            |          | 杜立勤男爵 閣下，CBE，PC                          | 2024年7月8日至11月2日   |
| 影子商業及貿易大臣                        |          | 凱文·霍林拉克 議員 選區：瑟斯頓和莫爾頓           | 2024年7月8日至11月2日   |
| 影子就業及退休保障大臣                    |          | 梅爾·斯特里德 議員閣下 選區：中德文               | 2024年7月8日至11月2日   |
| 影子教育大臣                              |          | 達米安·海因斯 議員閣下 選區：東漢普夏             | 2024年7月8日至11月2日   |
| 影子運輸大臣                              |          | 海倫·懷特利 議員 選區：法弗舍姆和中肯特           | 2024年7月8日至11月2日   |
| 影子文化傳媒及體育大臣                    |          | 茱莉亞·洛佩斯 議員 選區：霍恩徹奇和阿普敏斯特     | 2024年7月8日至11月2日   |
| 影子能源安全及淨零大臣                    |          | 郭嘉兒 議員閣下 選區：東薩里                      | 2024年7月8日至11月2日   |
| 影子英格蘭及威爾斯檢察總長                |          | 杰里米·赖特 議員閣下，KC 選區：凱尼爾沃思和紹瑟姆 | 2024年7月8日至11月2日   |
| 影子北愛爾蘭事務大臣                      |          | 亚历克斯·伯格哈特 議員 選區：布倫特伍德和翁加     | 2024年7月8日至11月2日   |
| 影子蘇格蘭事務大臣                        |          | 約翰·拉蒙 議員 選區：貝里克郡、羅克斯堡和塞爾扣克 | 2024年7月8日至11月2日   |
| 影子威爾斯事務大臣                        |          | 高爾的戴維斯男爵 閣下                             | 2024年7月8日至11月2日   |
| 下議院反對黨首席黨鞭                      |          | 斯圖爾特·安德魯 議員閣下 選區：達文特里           | 2024年7月6日至至11月2日 |
| 影子財政部首席秘書                        |          | 劳拉·特洛特 議員閣下，MBE 選區：塞文奧克斯        | 2024年7月8日至11月2日   |
| 影子財政部主計長                          |          | 約翰·格倫 議員閣下 選區：索爾茲伯里               | 2024年7月8日至11月2日   |
| 影子安全事務國務大臣                      |          | 托馬斯·圖根達特 議員閣下，MBE 選區：湯布里奇      | 2024年7月8日至11月2日   |
| 影子退伍軍人事務國務大臣                  |          | 安德魯·博維 議員 選區：西阿伯丁郡和金卡丁         | 2024年7月8日至11月2日   |
| 影子婦女及平等事務大臣                    |          | 米姆斯·戴維斯 議員 選區：東格林斯特德與阿克菲爾德 | 2024年7月8日至11月2日   |